# Nacionalni park Lahemaa
Nacionalni park Lahemaa (est. Lahemaa rahvuspark) se nalazi u sjevernoj Estoniji na obalama Finskog zaljeva, 70 kilometara istočno od glavnog grada Tallinna. Njegova površina je 725 km² (uključujući i 250,9 km² morske površine). Lahemaa je bio prvi nacionalni park u Sovjetskom Savezu - osnovan 1. lipnja 1971. godine. Nacionalni park se nalazi na području dvaju okruga: Harjumaa i Lääne-Virumaa.
Njegova povelja poziva na očuvanje, istraživanje i promicanje sjeverno-estonskih krajolika, ekosustava, biološke raznolikosti i nacionalne baštine.
Nacionalni park je jedno od glavnih turističkih područja u Estoniji. 

## Galerija
- Poluotok Käsmu
- Viru Bog, smješten u južnom dijelu parka
- Viru Bog

## Vanjske poveznice
- Administracija nacionalnog parka Kahemaa
- Članak o nacionalnom parku na estonica.org  Arhivirana inačica izvorne stranice od 1. siječnja 2008. (Wayback Machine)